# Granada de humo

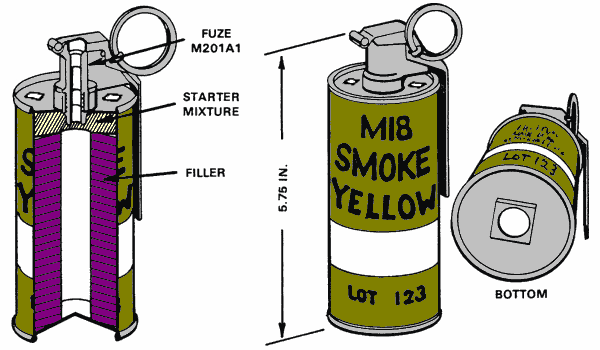
Esquema de una granada de humo.

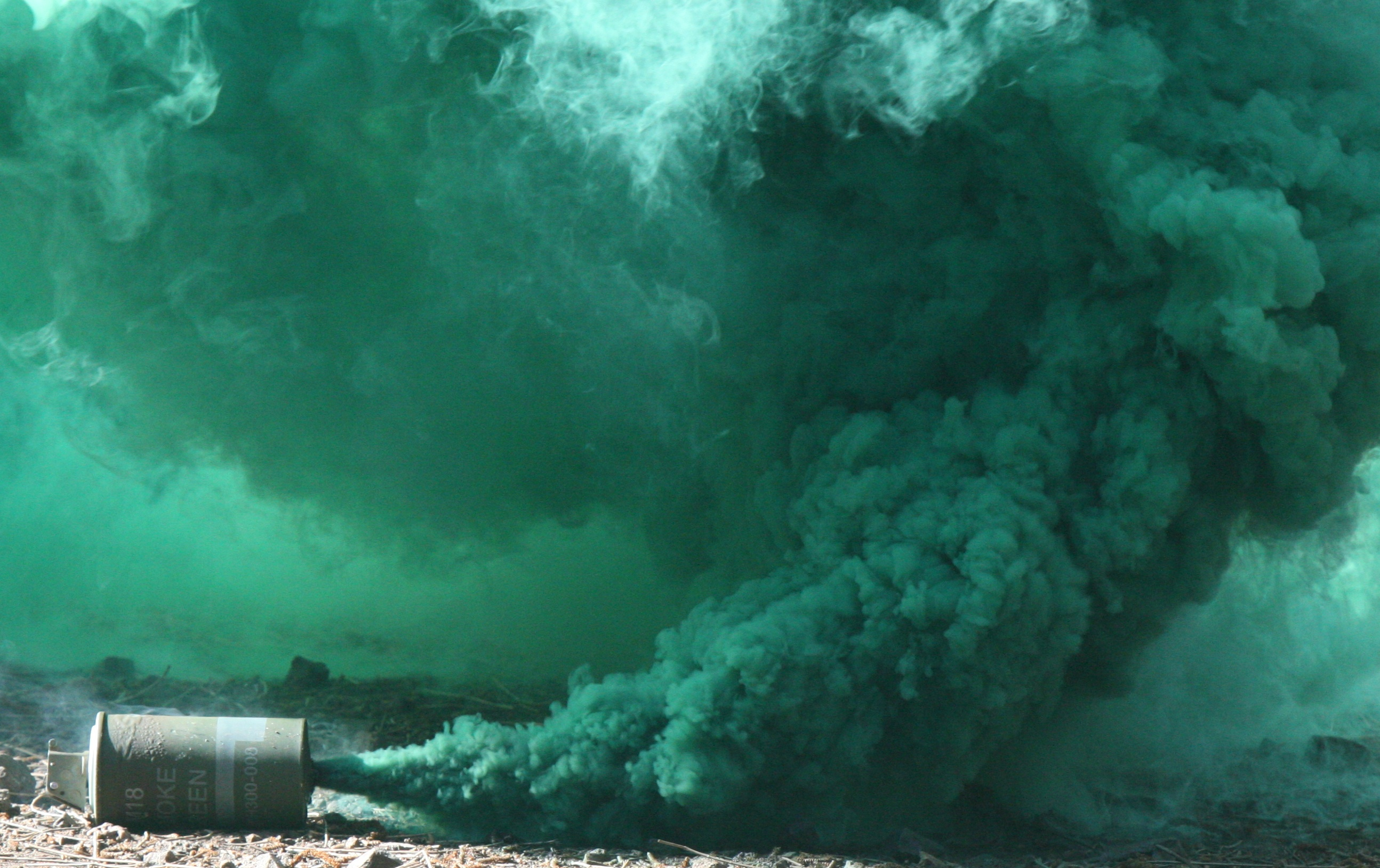
Granada emitiendo humo.

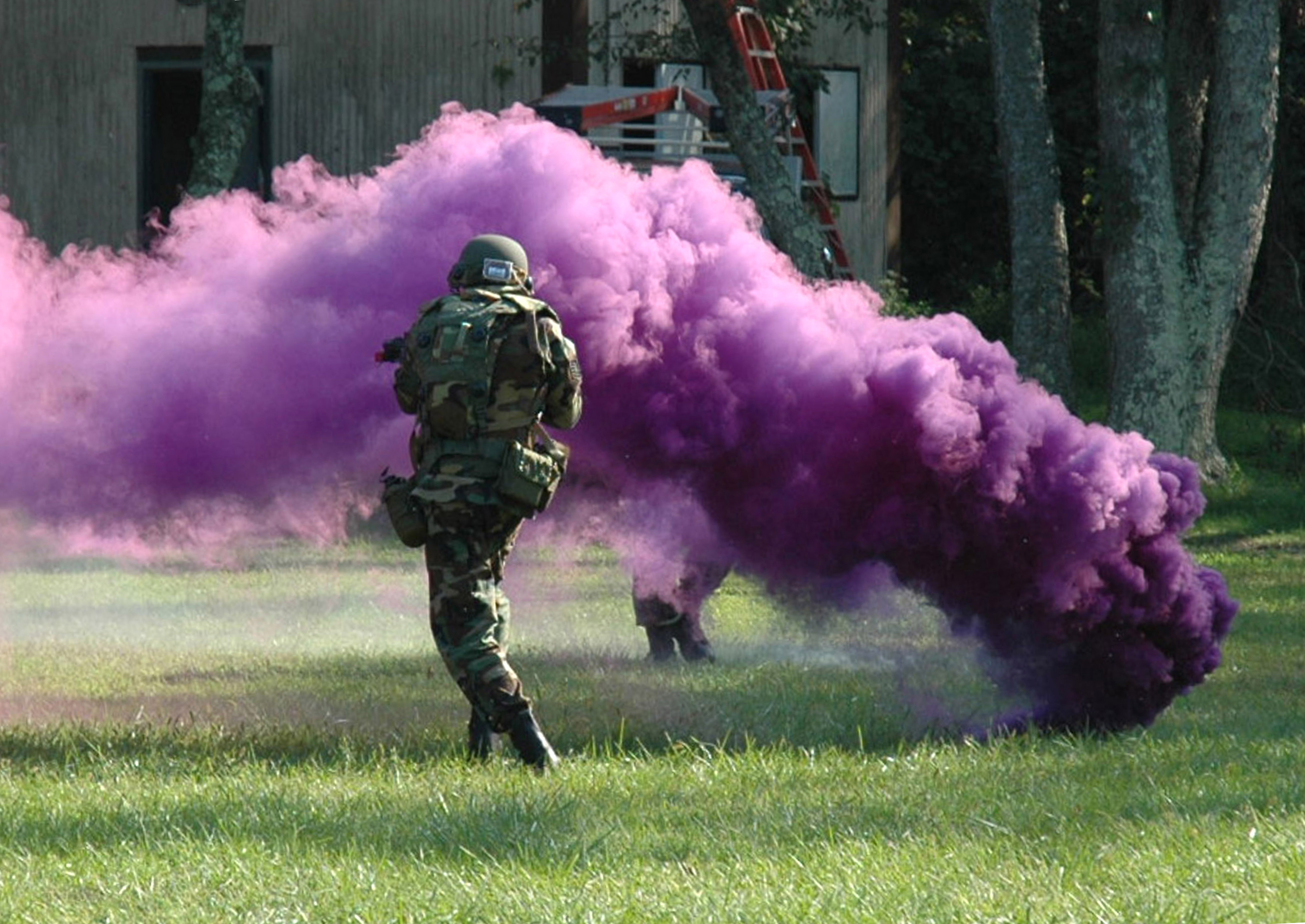
Humo de color violeta durante un entrenamiento militar.

Las granadas de humo son un tipo especial de granada utilizada como medio de señalización, indicación de objetivo o marcaje de zona de aterrizaje. Por igual se utilizan como pantallas para cubrir los movimientos de las unidades militares. Las granadas de humo, comúnmente, son consideradas como no letales, aunque un uso inadecuado o incorrecto puede causas serias lesiones e incluso la muerte. 
El cuerpo del dispositivo consiste en un cilindro metálico de acero con algunas perforaciones en su parte superior e inferior, esto es para permitir la salida del humo cuando la granada ha sido activada. Contiene de 250 a 350 gramos de compuesto generador de humo (suele ser clorato de potasio) entintado; rojo, verde, naranja, gris, amarillo, azul, blanco, negro o violeta). La reacción producida es exotérmica y el contenedor puede permanecer caliente por algún tiempo, incluso ya sin emitir humo.
Otro tipo de granadas que también emiten humo, aunque no sea su objetivo principal, son las del tipo incendiario. Están rellenas de fósforo blanco, que es diseminado por la onda explosiva. El fósforo blanco arde al estar en contacto con el aire y brilla en una llama de color amarillo, mientras produce una gran cantidad de humo blanco (pentóxido de fósforo). Estas actúan como granadas incendiarias y una variante de ellas es arrojada con lanzagranadas portátil o fijo en un vehículo blindado de combate. 
El usuario debe estar consciente de la dirección del viento al utilizar las granadas, especialmente las de fósforo.
Para generar humo de cobertura en gran volumen, se emplean bombas de humo.

## Otros usos
Las granadas de humo se utilizan también en eventos deportivos de paintball o airsoft, aunque no necesariamente son de especificación militar. 
- Datos: Q1067247
- Multimedia: Smoke bombs / Q1067247